# 普蒂內尤鄉 (久爾久縣)
43°53′N 25°40′E / 43.883°N 25.667°E
普蒂內尤鄉（羅馬尼亞語：Comuna Putineiu, Giurgiu），是羅馬尼亞的鄉份，位於該國南部，由久爾久縣負責管轄，面積78平方公里，海拔高度71米，2007年人口2,734，人口密度每平方公里35人。